# Home Gateway Initiative
Home Gateway Initiative o HGI è un consorzio internazionale senza fini di lucro, istituito nel 2004 da alcune fra le maggiori compagnie telefoniche mondiali (Belgacom, BT, Deutsche Telekom, France Télécom, KPN, Teliasonera, NTT, Telefónica, Telecom Italia) e dedicato alla standardizzazione degli apparati di Residential Gateway, al quale si sono successivamente uniti i maggiori costruttori di hardware di rete.

## Pubblicazioni
- Home Gateway Technical Requirements: Release 1 Version 1.0 - 1 July 2006 (PDF), su homegatewayinitiative.org. URL consultato il 10 luglio 2007 (archiviato dall'url originale il 24 gennaio 2007).